# Jan Fleischhauer

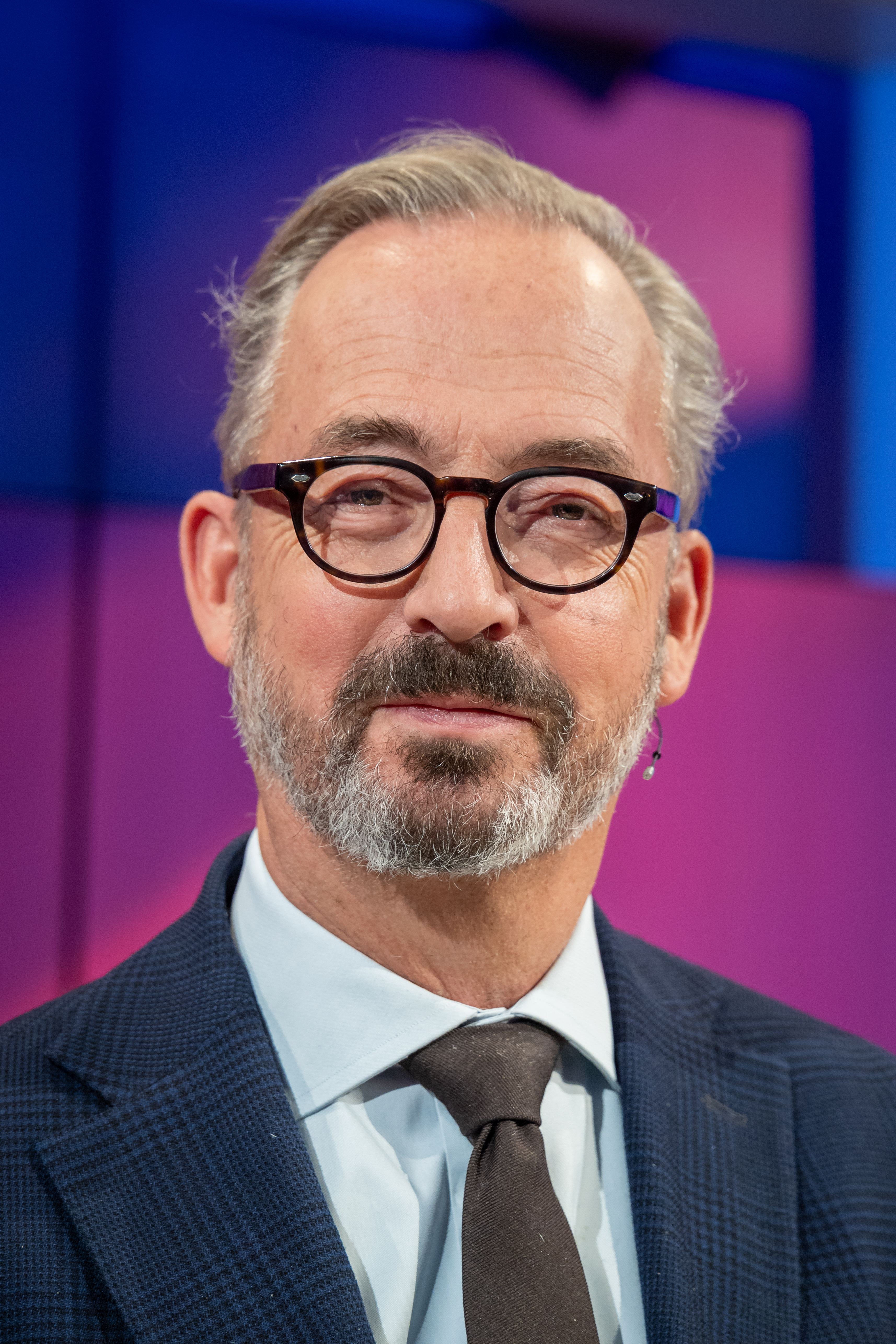
Jan Fleischhauer (2024)

Jan Fleischhauer (* 7. Mai 1962 in Osnabrück) ist ein deutscher Journalist, Kolumnist und Autor. Von 1989 bis 2019 war er für den Spiegel tätig, seit August 2019 arbeitet er für den Focus.

## Leben
Jan Fleischhauer wurde 1962 in Osnabrück geboren. Sein Vater, der Kunsthistoriker und Journalist Dietrich Fleischhauer, war Korrespondent des Norddeutschen Rundfunks (NDR) und hatte 1960 die Leitung des neu eingerichteten Osnabrücker NDR-Studios übernommen. Später wurde er Pressesprecher und Leiter der Öffentlichkeitsarbeit des NDR in Hamburg und Geschäftsführer der Deutschen Fernsehlotterie. Seine Mutter, Inge Fleischhauer, trat 1969 in die SPD ein.
Den überwiegenden Teil seiner Kindheit und Jugend verbrachte Fleischhauer in Hamburg-Wellingsbüttel. Von 1974 bis 1981 besuchte er das Gymnasium Grootmoor in Hamburg-Bramfeld. Als Jugendlicher engagierte er sich in der Evangelischen Kirche, trat jedoch später aus. Ab den 1980er Jahren wählte Fleischhauer nach eigenen Angaben die Grünen, seit 2005 die FDP. Er war nie Mitglied einer Partei.
Nach dem Abitur im Juni 1981 und dem anschließenden Zivildienst studierte Fleischhauer seit April 1983 Literaturwissenschaft, Linguistik und Philosophie an der Universität Hamburg und schloss sein Studium im Mai 1988 mit einer Magisterarbeit über Gespenstertheorien der Aufklärung ab. Während seines Studiums arbeitete er als Barkeeper. Er absolvierte ein längeres Praktikum bei der Münchner Abendzeitung. Ab Juni 1987 besuchte er die Henri-Nannen-Schule für Journalisten in Hamburg. Ab 1989 war er in wechselnden Funktionen als Redakteur beim Nachrichtenmagazin Der Spiegel tätig, unter anderem als Reporter in Leipzig (1991), als stellvertretender Leiter des Wirtschaftsressorts und stellvertretender Leiter des Hauptstadtbüros. Von 2001 bis 2005 war er Wirtschaftskorrespondent in New York. Ab 2008 war er Autor des Spiegels in Berlin. Im August 2019 wechselte Fleischhauer zum Burda-Verlag als Mitglied der Chefredaktion des Focus.

## Mitgliedschaften
Fleischhauer war Mitglied der Atlantik-Brücke. Er gehörte drei Jahre lang der Deutschen Islamkonferenz an. Seit März 2022 ist er Mitglied der Bürgerinitiative Wolodymyr Selenskyj Platz e. V., die seit dem russischen Überfall auf die Ukraine fordert, den Abschnitt der Straße Unter den Linden, an der sich die Russische Botschaft befindet, nach dem ukrainischen Präsidenten Wolodymyr Selenskyj zu benennen, sodass deren Adresse Wolodymyr-Selenskyj-Platz 1 lauten würde. Fleischhauer ist Gründungsmitglied des PEN Berlin.

## Publizistisches Wirken

### Bücher
Fleischhauers erstes Buch Unter Linken erschien 2009. Darin begründete er seine Entwicklung zum Konservativen mit dem Dogmatismus seines sozialdemokratischen Elternhauses und ähnlicher Milieus. Unter Linken wurde zum „meistverkauften politischen Sachbuch des Jahres“. Fleischhauer schrieb zum Buch einen Themen-Blog.
Im Mai 2012 erschien Fleischhauers zweites Buch Der schwarze Kanal – Was Sie schon immer von Linken ahnten, aber nie zu sagen wagten, eine Sammlung von leicht überarbeiteten Texten aus der Kolumne bei Spiegel Online. In seinem 2017 erschienenen autobiografischen Buch mit dem Titel Alles ist besser als noch ein Tag mit dir stellte Fleischhauer die Probleme nach seiner Scheidung im Sommer 2011 in einer literarisierten Schilderung dar.
Sein Buch How dare you (2020), dessen Titel einen Ausspruch der Klimaschutzaktivistin Greta Thunberg zitiert, enthält eine Auswahl von Kolumnen sowie Interviews mit Deniz Yücel, Armin Nassehi, Klaus Bittermann, Sophie Passmann, Margot Käßmann, Mathias Greffrath und Jakob Augstein. Das Nachwort stammt von Stefan Kuzmany.

### Kolumnen und Blogs
Zwischen Januar 2011 und Juni 2019 schrieb er für Spiegel Online die Kolumne Der Schwarze Kanal, die ab Mai 2014 auch in die Print-Ausgabe übernommen wurde. Dort wechselte er sich mit Jakob Augstein und Markus Feldenkirchen ab, seit Ausgabe 45 im Jahr 2018, die Ende Oktober erschien, nur noch mit Feldenkirchen. Mit Augstein hatte er bis 2018 die Videokolumne Das Duell – Augstein kontra Fleischhauer. Der Titel der Kolumne spielt auf die propagandistische DDR-Fernsehsendung Der Schwarze Kanal mit Karl-Eduard von Schnitzler sowie auf die Assoziation der Farbe Schwarz mit der Union bzw. dem konservativen Spektrum an.
Fleischhauer war Autor des Weblogs Die Achse des Guten und 2010 Autor auf freiewelt.net sowie auf der Website des evangelikal geprägten Verbandes Deutsches Institut für Jugend und Gesellschaft. 2019 wurde er regelmäßig in der Welt am Sonntag interviewt.
Nach achteinhalb Jahren endete im Juli 2019 Der schwarze Kanal auf Spiegel Online und wird seither im Focus fortgesetzt. Von einigen Medien wurde der Wechsel mit der Beobachtung kommentiert, dass Fleischhauers konservative Positionen der politischen Ausrichtung des Focus weniger entgegengesetzt seien als der des Spiegel. Die Kolumne wird samstags veröffentlicht, aber bereits mittwochs geschrieben, da das Magazin donnerstags Redaktionsschluss hat. Fleischhauer hatte Videokolumnen auf Bunte.de und Focus Online. Im Mai 2021 startete er mit Carolin Blüchel das Talkformat Ist das euer Ernst? auf Focus Online.

### Podcasts
Von April bis Juli 2020 moderierte er zusammen mit Jakob Augstein jeden Mittwoch den Podcast The Curve, dessen Titel auf die Verlaufskurve der Infektionen während der COVID-19-Pandemie anspielte.
Von Februar bis März 2021 moderierte er den Focus-Podcast Die falschen Fragen, zunächst mit Esra Karakaya, dann mit Phenix Kühnert. Nach drei Folgen beendete Fleischhauer den Podcast mit der Begründung, die Gesprächspartnerinnen hätten sich aufgrund negativer Reaktionen in Sozialen Medien aus dem Projekt zurückgezogen. 2025 starteten die Podcasts Der schwarze Kanal mit Carolin Blüchel sowie Sagen wie es ist mit Sigmund Gottlieb.

### Film und Fernsehen
2010 war Fleischhauer im Dokumentarfilm Unter Linken – der Film auf Spiegel TV zu sehen, der auf seinem Buch Unter Linken basiert. Der Film verwendete Methoden des Filmemachers Michael Moore und zeigt unter anderem Interviews mit Frank Bsirske und Christian Ströbele. 2014 war Fleischhauer Co-Autor des Sat.1-Films Der Rücktritt über die Affäre um den ehemaligen Bundespräsidenten Christian Wulff. Von April 2020 bis Juni 2023 moderierte er die wöchentliche Fernsehsendung Fleischhauer – 9 Minuten Netto auf ServusTV. Das Format wurde auch als Podcast angeboten. Seit 2022 kommentiert Fleischhauer regelmäßig bei Welt TV in der Rubrik Meine Welt – meine Meinung. Eine Ankündigung, dass er eine wöchentliche Late-Night-Show mit dem Titel Fleischhauers Welt beim Portal Nius übernehmen soll, wurde zurückgezogen.

## Privates
Fleischhauer ist verheiratet und hat drei Kinder. Er lebt mit seiner Familie in Pullach im Isartal im Landkreis München. Zuvor wohnte er in München-Schwabing und in Berlin. Aus erster Ehe hat Fleischhauer zwei erwachsene Söhne.

## Kontroversen
1996 schrieb Fleischhauer einen kritischen Artikel über Ungereimtheiten in der Biografie des FAZ-Herausgebers Frank Schirrmacher, darunter die Umstände der literaturwissenschaftlichen Promotion bei Hans Ulrich Gumbrecht 1988. Der Artikel sorgte für eine breite Diskussion über Schirrmachers Glaubwürdigkeit, der Schriftsteller Eckhard Henscheid verarbeitete die biografischen Details 1998 in seiner Schlüsselerzählung 10:9 für Stroh. Laut Michael Angele stammt der ohne Autorennamen abgedruckte Artikel mit der Überschrift Überflieger im Abwind von Fleischhauer, was dieser Schirrmacher erst im Nachhinein erzählte. Der Artikel basierte auf einem Dossier, das der Medienwissenschaftler Rembert Hüser an den Spiegel geschickt hatte. Während sich Chefredakteur Stefan Aust, der mit Schirrmacher befreundet war, gegen den Artikel einsetzte, sorgte Herausgeber Rudolf Augstein für seine Veröffentlichung. Er erklärte Fleischhauer auf dessen Frage, ob der Artikel auch ungekürzt erscheine: „Herr Fleischhauer, das Schwert der Guillotine darf nicht zu kurz sein!“ Fleischhauer zitiert den Satz in der Einleitung seines Buchs How dare you!
Im Januar 2012 verglich Jan Fleischhauer in Der Schwarze Kanal das italienische Volk mit Francesco Schettino, dem Kapitän der Costa Concordia. Italienische Zeitungen kritisierten dies als rassistische Töne. Der italienische Botschafter in Deutschland empfahl in einer direkten Reaktion, die Spiegel Online unterhalb der Kolumne veröffentlichte, „Verallgemeinerungen aufgrund der Rasse bleiben zu lassen“, und kritisierte den Beitrag von Fleischhauer als „vulgäre und banale Behauptungen“. Die italienische Zeitung Il Giornale erschien am 27. Januar, dem Tag des Gedenkens an die Opfer des Nationalsozialismus, mit dem Titel „Wir haben Schettino, ihr habt Auschwitz“.
2018 hielt Fleischhauer auf dem Festkommers anlässlich des Burschentages der Deutschen Burschenschaft in Seebach die Festrede und schrieb unter der Überschrift „Bei Rechten reden“ in seiner Spiegel-Kolumne darüber. Die Überschrift spielte auf das 2017 von Per Leo, Maximilian Steinbeis und Daniel-Pascal Zorn veröffentlichte Buch Mit Rechten reden an. Eine Kolumne aus dem Januar 2019 mit der Überschrift Nazis rein wurde kontrovers diskutiert, ebenso ein Fernsehauftritt Ende November 2019 bei Sandra Maischberger.
Im März 2019 kritisierte der Satiriker und Fernsehmoderator Jan Böhmermann, dass Fleischhauer an Matthias Matusseks Feier seines 65. Geburtstags teilgenommen hatte. Diese geriet in die Kritik, da unter den Gästen auch Vertreter der Neuen Rechten waren, darunter ein vorbestraftes Mitglied der Identitären Bewegung und Dieter Stein, Verleger der Wochenzeitung Junge Freiheit. Fleischhauer erwiderte in seiner Kolumne die Kritik mit der Frage, ob man Freundschaften, die früher oder zufällig entstanden seien, deswegen beenden müsse, wenn sich die politischen Ansichten unterschiedlich entwickeln würden. Matussek erklärte später, er sei nicht mehr mit Fleischhauer befreundet, nachdem dieser ihn für verrückt erklärt habe.
Im April 2020 kritisierte der Medienjournalist Stefan Niggemeier in einem Artikel bei Übermedien Fleischhauers Einlassungen zur Corona-Pandemie. In seinem Podcast mit Jakob Augstein verweigere sich Fleischhauer einer journalistischen Recherche zu Höhe und Bedeutung der für politische Entscheidungen maßgeblichen Reproduktionszahl und stelle stattdessen nur Fragen, ohne an ernsthaften Antworten interessiert zu sein. Fleischhauer erwiderte mehrfach, es sei ihm trotz zahlreicher Recherchen und Gesprächen mit Wissenschaftsjournalisten nicht gelungen, den vom Robert Koch-Institut ausgegebenen Wert genau zu ermitteln. In einem Interview gab er an, ein sehr guter Schüler in Mathematik gewesen zu sein, und forderte Niggemeier scherzhaft dazu auf, sein Mathematik-Abitur zu veröffentlichen.

## Rezeption in der Populärkultur
In der von Lann Hornscheidt ausgelösten Debatte um geschlechtergerechte Sprache 2014 nannte der Autor Robin Detje Fleischhauer und dessen Kollegen Ulf Poschardt, Harald Martenstein und Matthias Matussek eine publizistische Macht, die er als „Ulfharaldjanmatthias“ bezeichnete. Im Stück Wenn du tanzt der Band Von Wegen Lisbeth (2016) heißt es: „Ackermann, Merkel, Jan / Fleischhauer, Voldemort / Nette Menschen, wenn du tanzt“. Das Musikvideo zum Song Linksradikale (2019) der Band Egotronic spielt auf die Geburtstagsfeier von Matthias Matussek an, für deren Besuch Fleischhauer kritisiert wurde.
In der Fernsehsendung Neo Magazin Royale von Jan Böhmermann trat Sidekick Ralf Kabelka bis 2019 mehrfach in der Rolle des Spiegel-Online-Kolumnisten Ralf Flauscheier auf. In den lose an Fleischhauers konservative Positionen angelehnten Einspielern wurde eine übertrieben sexistische Sprache verwendet. In der ersten Sendung des ZDF Magazin Royale 2020 sandte Fleischhauer einen Videogruß. 2023 trat Böhmermann in der Sendung als Jan Flauscheier auf.
Die Wochenzeitung Freitag stellte in ihrem von Jan C. Behmann entworfenen Fragebogen Der Kommunismus ist …? regelmäßig Prominenten die Frage „Jan Fleischhauer oder Margarete Stokowski?“. Die Entscheidungsfrage spielt darauf an, dass die Kolumnen von Fleischhauer und der feministischen Autorin Stokowski (früher beide bei Spiegel Online) als politisch entgegengesetzt gesehen werden. Arno Frank bemerkte 2020 in einem Artikel für Taz.Futurzwei unter der Überschrift „Fleischhauer oder Stokowski?“, die beiden stünden sich „wie verfeindete Meinungswarlords“ gegenüber.
Matthias Matussek beschreibt Fleischhauer in seinem 2023 erschienenen autofiktionalen Roman Armageddon im Kapitel „Auftritt Jan Fleischhauer“.

## Auszeichnungen
- 2010: Karl-Hermann-Flach-Preis für sein Buch Unter Linken: Von einem, der aus Versehen konservativ wurde[81]

## Bücher
- Unter Linken. Von einem, der aus Versehen konservativ wurde. Rowohlt, Reinbek 2009, ISBN 978-3-498-02125-2.
- Der schwarze Kanal. Was Sie schon immer von Linken ahnten, aber nicht zu sagen wagten. Rowohlt, Reinbek 2012, ISBN 978-3-499-62975-4.
- Alles ist besser als noch ein Tag mit dir. Roman über die Liebe, ihr Ende und das Leben danach. Knaus, München 2017, ISBN 978-3-8135-0704-1.
- How dare you. Vom Vorteil, eine eigene Meinung zu haben, wenn alle dasselbe denken. Siedler, München 2020, ISBN 978-3-8275-0140-0.